# マツダ三次事業所
マツダ三次事業所は、広島県三次市にある 自動車のエンジン製造工場。
ピストンエンジンを製造している。
開設は1974年5月。 面積166.7万平方メートル。マツダのFエンジンとJエンジンを生産する。
1965年に開設された三次自動車試験場の敷地内に所在する。